# Kardynałowie mianowani w XI wieku
Lista kardynałów mianowanych (lub po raz pierwszy udokumentowanych) w okresie od pontyfikatu Sylwestra II (999–1003) do śmierci Urbana II (29 lipca 1099) oraz pseudokardynałów mianowanych przez antypapieża Klemensa III (Wiberta z Rawenny). Z uwagi na skąpą bazę źródłową z pewnością nie obejmuje ona wszystkich żyjących wówczas kardynałów.
Lista jest ułożona chronologicznie według pontyfikatów, nie należy jej jednak odczytywać w ten sposób, że dany kardynał został mianowany przez danego papieża, a jedynie, że za jego pontyfikatu po raz pierwszy pojawia się w źródłach.

## Pontyfikat Sylwestra II (999–1003)
1. Fridericus[1] – kardynał prezbiter (22 czerwca 1001[1] – sierpień 1001[2]), następnie arcybiskup Rawenny (22 listopada 1001[1] – zm. 1004[1])

## Pontyfikat Jana XVII (1003)
1. Fassanus – kardynał prezbiter S. Pietro in Vincoli (do 25 grudnia 1003[3]), papież Jan XVIII (25 grudnia 1003 – czerwiec 1009)

## Pontyfikat Jana XVIII (1003–1009)
1. Petrus[4] – kardynał biskup Albano (1004[5] – 31 lipca 1009), papież Sergiusz IV (31 lipca 1009 – 12 maja 1012)
2. Leo – kardynał biskup [Labico][a] (2 lutego 1004[6] – 4 marca 1004[7])
3. Azzo[8] – kardynał biskup Ostii (1009[9] – 1016[10])

## Pontyfikat Sergiusza IV (1009–1012)
1. Gregorius – kardynał prezbiter (30 marca 1010[11])
2. Joannes – kardynał diakon S. Eustachio (1 czerwca 1011[12])

## Pontyfikat Benedykta VIII (1012–1024)
1. Benedictus[13] – kardynał biskup Silva Candida (grudzień 1012[14] – 6 lipca 1013[15])
2. Gregorius[16] – kardynał biskup Silva Candida (3 stycznia 1015[17] – zm. 1024[b])
3. Tedaldus[18] – kardynał biskup Albano (3 stycznia 1015[17] – kwiecień 1044[19])
4. Joannes – kardynał prezbiter S. Susanna (3 stycznia 1015[17])
5. Stephanus – kardynał prezbiter S. Cecilia (3 stycznia 1015[17] – 17 grudnia 1026[20])
6. Petrus – kardynał prezbiter S. Sisto (3 stycznia 1015[17])
7. Joannes Tuidiscius – kardynał prezbiter S. Marcello (3 stycznia 1015[17] – 14 grudnia 1026[21])
8. Petrus – kardynał prezbiter S. Marco (3 stycznia 1015[17])
9. Petrus – kardynał prezbiter S. Lorenzo in Damaso (3 stycznia 1015[17] – 17 grudnia 1026[20])
10. Crescentius – kardynał prezbiter S. Stefano in Montecelio (3 stycznia 1015[17])
11. Sebastianus – kardynał prezbiter S. Clemente (3 stycznia 1015[17])
12. Benedictus[22] – kardynał diakon (3 stycznia 1015[17]), archidiakon Świętego Kościoła Rzymskiego (grudzień 1024[23] – kwiecień 1044[19])
13. Crescentius – kardynał diakon Świętego Kościoła Rzymskiego (3 stycznia 1015[17] – 17 grudnia 1026[20])
14. Joannes – kardynał diakon Świętego Kościoła Rzymskiego (3 stycznia 1015[17] – 17 grudnia 1026[20])
15. Crescentius – kardynał diakon Świętego Kościoła Rzymskiego (3 stycznia 1015[17] – 17 grudnia 1026[20])
16. Petrus – kardynał diakon Świętego Kościoła Rzymskiego (3 stycznia 1015[17] – wrzesień 1027[24])
17. Franco – kardynał diakon Świętego Kościoła Rzymskiego (3 stycznia 1015[17] – 17 grudnia 1026[20])
18. Benedictus – kardynał prezbiter Ss. Apostoli (4 grudnia 1015[25])
19. Abbo – kardynał diakon i archidiakon Świętego Kościoła Rzymskiego (4 grudnia 1015[25])
20. Petrus[26] – kardynał biskup Ostii (27 listopada 1021[27] – 2 listopada 1036[28])
21. Joannes OSB, opat S. Paolo fuori le mura – kardynał prezbiter (zm. 9 marca 1015/36[29])

## Pontyfikat Jana XIX (1024–1032)
1. Petrus[30] – kardynał biskup Silva Candida (1024[c] – listopad 1037[31])
2. Dominicus[32] – kardynał biskup Labico (grudzień 1024[23] – listopad 1036[33])
3. Joannes – kardynał prezbiter S. Marco (grudzień 1024[23] – 17 grudnia 1026[20])
4. Raynerius[34] – kardynał diakon S. Giorgio (grudzień 1024[23] – 17 grudnia 1026[20])
5. Gregorius – kardynał diakon S. Maria Nuova (12 lipca 1025[35])
6. Franco – kardynał prezbiter S. Sisto (14 grudnia 1026[36])
7. Gregorius[34] – kardynał diakon S. Lucia (14 grudnia 1026[36])
8. Joannes – kardynał prezbiter S. Callisto (17 grudnia 1026[20])
9. Rodulphus OSB, opat S. Lorenzo in Castello Aureo – kardynał prezbiter (17 grudnia 1026[20])
10. Joannes – kardynał prezbiter S. Crisogono (17 grudnia 1026[20])
11. Hugo[37] – kardynał diakon (17 grudnia 1026[20] – kwiecień 1044[19]), archidiakon Świętego Kościoła Rzymskiego (22 kwietnia 1049[38] – 2 maja 1050[39])
12. Johannes[d] – kardynał prezbiter i wicekanclerz Świętego Kościoła Rzymskiego (wrzesień 1027[24])
13. Johannes[40], biskup Toscanelli – kardynał biskup Porto (1029/1032[41] – 2 maja 1050[39])
14. Dodo – kardynał biskup [Palestriny?[e]] (13 lipca 1031[42])
15. Leo[43] – kardynał biskup Velletri (23 stycznia 1032[44] – 16 lutego 1038[45])

## Pontyfikat Benedykta IX (1032–1044/48)
1. Johannes[46] – kardynał biskup Palestriny (2 listopada 1036[28] – zm. 15 grudnia 1040[47])
2. Joannes[f] – kardynał prezbiter (2 listopada 1036[28])
3. Benedictus – kardynał prezbiter Ss. Martino e Silvestro (2 listopada 1036[28] – listopad 1037[31])
4. Crescentius – diakon Świętego Kościoła Rzymskiego (2 listopada 1036[28] – kwiecień 1044[19])
5. Petrus[48] – kardynał diakon Świętego Kościoła Rzymskiego (listopad 1036[33] – zm. w październiku 1050[49])
6. Leo – kardynał diakon Świętego Kościoła Rzymskiego (listopad 1036[33] – kwiecień 1044[19])
7. Benedictus[50] – kardynał biskup Ostii (kwiecień 1044[19])
8. Johannes Tusculanus[51], krewny Benedykta IX – kardynał biskup Labico (kwiecień 1044[19])
9. Crescentius[52] – kardynał biskup Silva Candida (kwiecień 1044[19] – 2 maja 1050[39])
10. Amatus[53] – kardynał biskup Velletri (kwiecień 1044[19])
11. Johannes[54] – kardynał biskup Palestriny (kwiecień 1044[19])
12. Joannes – kardynał prezbiter S. Cecilia (kwiecień 1044[19])
13. Joannes[55] – kardynał prezbiter Ss. Martino e Silvestro (kwiecień 1044[19])
14. Joannes[56] – kardynał prezbiter S. Lorenzo in Damaso (kwiecień 1044[19])
15. Ubertus[57] – kardynał prezbiter S. Anastasia (kwiecień 1044[19])
16. Martinus[58] – kardynał prezbiter S. Sabina (kwiecień 1044[19])
17. Benedictus – kardynał prezbiter S. Silvestro (kwiecień 1044[19])
18. Petrus[59] – kardynał prezbiter S. Crisogono (kwiecień 1044[19])
19. Romanus – kardynał diakon Świętego Kościoła Rzymskiego (kwiecień 1044[19])
20. Petrus Mancio[60] – kardynał diakon (kwiecień 1044[19]), archidiakon Świętego Kościoła Rzymskiego (13 kwietnia 1059[61] – maj 1059[62])

## Pontyfikat Leona IX (1049–1054)
1. Hugo Candidus OSB[63] – kardynał prezbiter S. Clemente (1049 – 10 maja 1085[g]), kardynał biskup Palestriny (8 lipca 1089 – 18 października 1099)
2. Johannes[64] – kardynał biskup Velletri (2 maja 1050)
3. Johannes[65] – kardynał biskup Ostii (2 maja 1050)
4. Humbertus OSB[66] – kardynał biskup Silva Candida (maj 1050 – zm. 5 maja 1061)
5. Airardus OSB, opat S. Paolo fuori le mura[67] – kardynał prezbiter S. Pauli[h] (1050), następnie biskup Nantes (1 listopada 1050 – zm. 1064[i])
6. Fridericus OSB, archidiakon Liège[68] – kardynał diakon (9 marca 1051 – 14 czerwca 1057), kardynał prezbiter S. Crisogono (14 czerwca 1057 – 2 sierpnia 1057), papież Stefan IX (2 sierpnia 1057 – 29 marca 1059)
7. Bonifatius OSB[69] – kardynał biskup Albano (1054 – zm. 1072)

## Pontyfikat Wiktora II (1055–1057)
1. Aribo[70] – kardynał diakon (9 stycznia 1057 – 23 lipca 1057)
2. Benedictus[71] – kardynał biskup Velletri (13 maja 1057 – 18 października 1057)
3. Rolandus, prepozyt Florencji[72] – kardynał biskup Porto (zm. 10 lipca 1057?)

## Pontyfikat Stefana IX (1057–1058)
1. Petrus[73] – kardynał biskup Tusculum (sierpień 1057 – 12 grudnia 1062)
2. Johannes[74] – kardynał biskup Porto (18 października 1057 – 8 lipca 1089)[j]
3. Stephanus OSB[75] – kardynał prezbiter S. Crisogono (listopad 1057 – zm. 11 lutego 1069)
4. Petrus Damiani OCam, przeor Fonte Avellana[76] – kardynał biskup Ostii (listopad 1057 – zm. 22 lutego 1072)

## Pontyfikat Mikołaja II (1058–1061)
1. Johannes Mincius[77] – kardynał biskup Velletri (5 kwietnia 1058 – kwiecień 1060), antypapież Benedykt X (5 kwietnia 1058 – kwiecień 1060), zm. 1073/85
2. Rainerius OSB, rektor i dyspensator Ss. Cosma e Damiano in Mica aurea[78] – kardynał biskup Palestriny (12 października 1058)[k], zm. po 22 listopada 1061
3. Desiderius OSB[79] – kardynał prezbiter S. Cecilia (6 marca 1059 – 24 maja 1086), papież Wiktor III (24 maja 1086 – 16 września 1087)
4. Johannes[80] – kardynał prezbiter S. Marco (13 kwietnia 1059)
5. Leo[81] – kardynał prezbiter S. Lorenzo in Damaso (13 kwietnia 1059 – 4 listopada 1084)[j]
6. Vivus[82] – kardynał prezbiter S. Maria in Trastevere (13 kwietnia 1059 – maj 1059)
7. Amantius[83] – kardynał diakon (13 kwietnia 1059 – maj 1059)
8. Crescentius[84] – kardynał diakon (13 kwietnia 1059 – maj 1059)
9. Hilebrandus OSB, subdiakon S.R.E.[85] – kardynał diakon i archidiakon Świętego Kościoła Rzymskiego (14 października 1059 – 22 kwietnia 1073), papież Grzegorz VII (22 kwietnia 1073 – 25 sierpnia 1085)
10. Oderisius de Marsi OSB[86] – kardynał diakon (1059 – 14 marca 1088), kardynał prezbiter [S. Cecilia?] (1088 – zm. 2 grudnia 1105)
11. Bruno[87] – kardynał biskup Palestriny (8 stycznia 1060 – 16 kwietnia 1060)
12. Gaudentius[88] – kardynał prezbiter S. Anastasia (28 kwietnia 1060 – 30 stycznia 1064)
13. Bernhardus OSB[89] – kardynał biskup Palestriny (3 maja 1061 – zm. 5 grudnia 1065)
14. Majnard OSB[90] – kardynał biskup Silva Candida (maj 1061 – luty 1073)

## Pontyfikat Aleksandra II (1061–1073)
1. Hubaldus[91] – kardynał biskup Sabiny (październik 1063 – 5 kwietnia 1094)
2. Johannes[92] – kardynał biskup Tusculum (6 maja 1065 – 1 października 1071)
3. Johannes Minutus[93] – kardynał prezbiter S. Maria in Trastevere (1066 – 1070), kardynał biskup Tusculum (12 sierpnia 1073 – 5 kwietnia 1094)
4. Leopertus[94] – kardynał biskup Palestriny (1066 – 1069)
5. Theodinus[95] – kardynał diakon (ca.1067), archidiakon Świętego Kościoła Rzymskiego (kwiecień 1076 – zm. 18 sierpnia 1089/99)[j]
6. Adelmarius OSB, opat S. Lorenzo fuori le mura[96] – kardynał prezbiter (ca. 1067)
7. Bernardus[97] – kardynał prezbiter Ss. XII Apostoli (1069)
8. Johannes[98] – kardynał prezbiter S. Sisto (1069)
9. Leo[99] – kardynał prezbiter S. Lorenzo in Lucina (1069)
10. Johannes[100] – kardynał prezbiter S. Ciriaco (1069)
11. Petrus OSB, subdiakon S.R.E.[101] – kardynał diakon (13 kwietnia 1069 – 6 maja 1069), kardynał prezbiter S. Crisogono (13 stycznia 1070 – 9 sierpnia 1092)[j]
12. Petrus Igneus OSBVall, opat Fucecchio[102] – kardynał biskup Albano (21 października 1072 – zm. 6 listopada 1089)
13. Bernardus, subdiakon S.R.E. – kardynał diakon (1072 – 1 grudnia 1081)
14. Gregorius – kardynał diakon (1072 – 7 kwietnia 1098)
15. Gerardus OSBCluny, przeor Cluny[103] – kardynał biskup Ostii (3 marca 1073 – zm. 6 grudnia 1077)

## Pontyfikat Grzegorza VII (1073–1085)
1. Hubertus OSB[l] – kardynał biskup Palestriny (12 sierpnia 1073 – 4 maja 1082)
2. Benedictus – kardynał prezbiter S. Prassede za pontyfikatu Grzegorza VII, zm. 1087
3. Deusdedit – kardynał prezbiter Ss. Giovanni e Paolo za pontyfikatu Grzegorza VII
4. Falco, rektor i dyspensator Ss. Cosma e Damiano in Mica aurea – kardynał prezbiter S. Maria in Trastevere (11 października 1075 – 3 kwietnia 1078)
5. Damianus OCam, rektor Fonte Avellana – kardynał diakon (23 marca 1076 – 18 marca 1086)
6. Cono – kardynał prezbiter S. Anastasia (kwiecień 1076 – 4 maja 1082)
7. Richardus OSB, opat. St.-Victor w Marsylii – kardynał prezbiter (7 maja 1078 – 1106), następnie arcybiskup Narbonne (1106 – luty 1121)
8. Atto, arcybiskup elekt Mediolanu – kardynał prezbiter S. Marco (1 listopada 1078 – zm. 1085)[j]
9. Deusdedit OSB – kardynał prezbiter S. Pietro in Vincoli (1 listopada 1078 – zm. 2 marca 1099)
10. Bruno – kardynał biskup Segni (1079 – październik 1111), następnie tylko biskup Segni[m] (zm. 18 lipca 1123)
11. Herimannus OSB – kardynał prezbiter Ss. IV Coronati (maj 1080 – 5 kwietnia 1098), biskup Brescii (2 lutego 1099 – pocz. 1116), zm. po 12 marca 1116
12. Oddo OSBCluny, przeor Cluny – kardynał biskup Ostii (24 kwietnia 1082 – 13 marca 1088), papież Urban II (13 marca 1088 – 29 lipca 1099)
13. Benedictus – kardynał prezbiter S. Pudenziana (4 maja 1082 – 30 listopada 1101)
14. Beno[104] – kardynał prezbiter Ss. Martino e Silvestro[n] (4 maja 1082 – 7 sierpnia 1098)[j]
15. Romanus – kardynał prezbiter S. Susanna (4 maja 1082 – 1091)
16. Bonussenior – kardynał prezbiter S. Maria in Trastevere (4 maja 1082 – 11 maja 1096), biskup Reggio-Emilia (5 kwietnia 1098 – maj 1118)
17. Innocentius – kardynał prezbiter (luty 1084 – zm. 20 października 1084?)[j]
18. Johannes[105] – kardynał prezbiter (luty 1084)[n]
19. Leo – kardynał prezbiter S. Lorenzo in Lucina (luty 1084 – 4 listopada 1084)[j]
20. Johannes OSB, opat Subiaco – kardynał diakon S. Maria in Domnica (luty 1084 – zm. 2 maja 1121)[o]
21. Crescentius – kardynał diakon (luty 1084)[j]
22. Rainerius OSB, opat S. Lorenzo fuori le mura – kardynał prezbiter S. Clemente[p] (13 marca 1088 – 13 sierpnia 1099), papież Paschalis II (13 sierpnia 1099 – 21 stycznia 1118)
23. Petrus Atenulfi OSB, opat S. Benedetto in Salerno – kardynał prezbiter (9 maja 1085 – 13 marca 1093)
24. Johannes – kardynał biskup Porto (9 maja 1087[q] – zm. 13 grudnia 1095)

## Pontyfikat Urbana II (1088–1099)
1. Johannes Coniulo OSB, subdiakon S.R.E. – kardynał diakon S. Maria in Cosmedin (15 października 1088 – 24 stycznia 1118), Papież Gelazjusz II (24 stycznia 1118 – 29 stycznia 1119)
2. Rogerius, subdiakon S.R.E. – kardynał diakon (1 sierpnia 1089 – marzec 1095)
3. Teuzo OSB – kardynał prezbiter Ss. Giovanni e Paolo (1091 – 15 listopada 1100)
4. Gualterius – kardynał biskup Albano (7 marca 1092 – 20 listopada 1100)
5. Albertus OSB – kardynał prezbiter S. Sabina (marzec 1095 – 15 października 1100), arcybiskup Siponto (15 października 1100 – zm. 13 stycznia 1116)
6. Hugo – kardynał diakon (marzec 1095 – 1099)[r]
7. Rangerius OSB, arcybiskup Reggio di Calabria (1091/92) – kardynał prezbiter S. Susanna (18 listopada 1095 – 20 lipca 1096)
8. Oddo OSBCluny – kardynał biskup Ostii (1096 – 21 marca 1102)
9. Milo, OSB – kardynał biskup Palestriny (1096 – zm. 1103)
10. Johannes Placentinus – kardynał prezbiter (maj 1096 – 1106), biskup Gubbio (1106)
11. Mauritius – kardynał biskup Porto (24 lutego 1098 – wrzesień 1101)
12. Benedictus OSB – kardynał prezbiter S. Susanna (zm. 29 listopada 1098?)
13. Johannes – kardynał prezbiter S. Anastasia (październik 1098 – zm. 7 marca 1108/13)
14. Bovo – kardynał biskup Tusculum (14 sierpnia 1099)
15. Bernardus de Uberti OSBVall, opat Vallombrosa i generał kongregacji wallombrozjan – kardynał prezbiter S. Crisogono (30 sierpnia 1099 – 4 listopada 1106), biskup Parmy (4 listopada 1106 – zm. 4 grudnia 1133)
16. Docibilis – kardynał diakon (wrzesień 1099 – 9 kwietnia 1100)
17. Paganus – kardynał diakon S. Maria Nuova (12 listopada 1099 – 14 maja 1101)
18. Benedictus – kardynał prezbiter Ss. Martino e Silvestro (15 maja 1101)[106]
19. Petrus – kardynał prezbiter S. Sisto (15 marca 1100[106] – 19 czerwca 1112)

## Kardynałowie mianowani przez antypapieża Klemensa III (1084–1100)
1. Johannes – kardynał biskup Ostii (4 listopada 1084 – 7 sierpnia 1098)
2. Albertus – kardynał biskup Santa Rufina (4 listopada 1084 – luty 1102), antypapież Albert (luty 1102 – marzec 1102), zm. po marcu 1102
3. Anastasius, kanonik w Toul – kardynał prezbiter S. Anastasia (4 listopada 1084 – 29 lipca 1099)
4. Warinus – kardynał prezbiter Ss. Apostoli (4 listopada 1084 – 29 lipca 1099)
5. Theodericus – kardynał diakon S. Maria in Via Lata (4 listopada 1084), kardynał biskup Albano (1098 – wrzesień 1100), antypapież Teodoryk (wrzesień 1100 – styczeń 1101), zm. 1102
6. Robertus – kardynał prezbiter S. Marco (27 lutego 1086 – 2 marca 1086), biskup Faenzy (9 marca 1086 – 3 stycznia 1104)
7. Regizo OSB, opat Farfa – kardynał biskup Sabiny (sierpień 1090 – sierpień 1092)
8. Deodatus – kardynał prezbiter S. Prassede (18 sierpnia 1091)
9. Adelmarius – kardynał prezbiter (1097 – 29 lipca 1099)
10. Guido – kardynał prezbiter S. Balbina (7 sierpnia 1098 – 18 października 1099)
11. Romanus – kardynał prezbiter S. Marco (7 sierpnia 1098 – 13 kwietnia 1118)
12. Octavianus – kardynał prezbiter S. Susanna (7 sierpnia 1098 – 18 października 1099)
13. Johannes – kardynał prezbiter S. Prisca (18 października 1099)
14. Romanus – kardynał prezbiter S. Ciriaco (18 października 1099)
15. Nicolaus OBas, opat S. Silvestro in Capite – kardynał prezbiter S. Sabina (18 października 1099)[s]
16. Petrus, archiprezbiter S. Agnese – kardynał diakon S. Adriano (18 października 1099)
17. Guido – kardynał diakon (18 października 1099)
18. Paganus – kardynał diakon S. Maria in Via Lata (18 października 1099)
19. Teuzo – kardynał prezbiter (15 marca 1118 – 13 kwietnia 1118)
20. Cencius – kardynał prezbiter S. Crisogono (15 marca 1118 – 13 kwietnia 1118)